# Atlantische Hurrikansaison 1915
Die atlantische Hurrikansaison 1915 war nicht sehr aktiv. Zwar bildete sich das erste System bereits am 29. April, aber erst Anfang August entwickelte sich der erste Hurrikan. Insgesamt entwickelten sich zehn tropische Tiefdruckgebiete, von denen sich sechs zu Stürmen entwickelten. Drei der fünf Hurrikane waren nach heutigem Verständnis schwere Hurrikane. Zwei davon trafen die Küste der Vereinigten Staaten zum Golf von Mexiko, Hurrikan zwei zog über die bereits 1900 durch den Galveston-Hurrikan verwüstete Stadt Galveston hinweg, Hurrikan sechs traf auf New Orleans.

## Stürme

### Hurrikan Eins
Der erste Sturm traf Anfang August auf Cape Canaveral, drehte dann nordostwärts ab und löste sich über Neuengland auf.

### Hurrikan Zwei
Der zweite Hurrikan wurde erst am 5. August im östlichen Teil des tropischen Atlantischen Ozeans gesichtet. Er zog westwärts und entwickelte sich bis zum 9. August in einen Hurrikan, bevor er am 10. August die Kleinen Antillen überquerte. Als der Hurrikan weiter durch das Karibische Meer zog, zog er knapp südlich an Puerto Rico und Hispaniola vorbei, bevor er am 13. August Jamaika überquerte, wo er großen Schaden anrichtete. Südlich von Kuba intensivierte sich der Sturm zu einem schweren Hurrikan und fegte über die westliche Spitze Kubas hinweg. Über dem Golf von Mexiko nahm seine Kraft weiter zu und er erreichte seine größte Stärke mit andauernden Windgeschwindigkeiten von 215 Kilometern pro Stunde. Erst kurz vor dem Auftreffen auf Land schwächte er sich ab und traf Galveston in Texas am 17. August als Kategorie-4-Hurrikan. Über Land drehte er nördlich ab, wurde am 18. August außertropisch und löste sich am 23. August auf. Nur fünfzehn Jahre nach dem Ersten Galveston-Hurrikan im Jahre 1900, schwächte dieser Wirbelsturm die bereits geschädigte Wirtschaft von Texas. Auf seinem Weg richtete er einen Schaden von 50 Millionen US-Dollar an (921 Millionen US-Dollar in Preisen von 2005) und tötete rund 400 Personen.

### Hurrikan Drei
Hurrikan Drei, der zuerst am 28. August im mittleren Atlantik beobachtet wurde, zog mit Windspitzengeschwindigkeiten von 195 km/h nordwärts. Er kam zum Stillstand und driftete dann in der Nähe von Bermuda südlich ab. Starker Wind und Brandung richteten dort mäßige Schäden an. Der Hurrikan drehte anschließend nach Westen und dann nach Norden ab, um schließlich auf einem östlichen Kurs am 10. September zum außertropischen Sturm zu werden.

### Hurrikan Vier
Am 31. August entwickelte sich ein tropischer Sturm südlich von Jamaika. Er richtete sich in Richtung Nordnordwest und verstärkte sich zu einem Hurrikan der Kategorie 2 auf der Saffir-Simpson-Hurrikan-Windskala, bevor er Westkuba am 3. September traf. Über dem Golf von Mexiko hatte er Windgeschwindigkeiten von 130 km/h, er verlor aber an Stärke, bis er schließlich Apalachicola in Florida traf. Der Sturm bewegte sich weiter in nördliche Richtung, bis er sich am 9. September über Südmichigan auflöste. Dadurch, dass frühzeitig Warnungen ausgesprochen worden waren, gab es keine Todesopfer zu beklagen und der Hurrikan richtete deswegen nur geringe bis mäßige Schäden an.

### Tropischer Sturm Fünf
Dieser starke tropische Sturm blieb weit vom Land entfernt über dem offenen Ozean.

### Hurrikan Sechs
Der sechste und letzte Hurrikan des Jahres 1915 wurde zuerst am 22. September westlich der Kleinen Antillen beobachtet. Er wanderte durch die Karibik und gewann an Intensität und erreicht seine größte Stärke am 25. September mit Windgeschwindigkeiten von 230 km/h. Am 29. September gelangte er bei Grand Isle in Louisiana über Land und hatte als Kategorie-3-Hurrikan zu diesem Zeitpunkt noch Spitzenwindgeschwindigkeiten von 150 km/h.
Der Druckabfall auf 951 hpa (mbar) war damals der niedrigste über Land in den Vereinigten Staaten je gemessene Wert. Der Sturm löste schwere Überschwemmungen aus und tötete 275 Menschen – durch die rechtzeitige Warnung blieb diese Zahl gering. Die Winde deckten Dächer ab und beschädigten Gebäude in New Orleans, Louisiana, wo Windgeschwindigkeiten von knapp unter 160 km/h gemessen wurden. Die folgenden Generationen in der Stadt erinnerten sich an diesen Sturm als den Großen Sturm von 1915. Der Schaden an Eigentum wurde auf 13 Millionen US-Dollar (in Preisen von 2005: 239 Millionen US-Dollar) geschätzt, wobei alleine fünf Millionen auf die Stadt New Orleans entfielen.